# La Vie spirituelle
La Vie spirituelle fu una rivista bimestrale fondata nel 1919 dal padre domenicano Marie-Vincent Bernadot. Nel corso di un secolo di esistenza, pubblicò più di 800 numeri.

## Storia
Il titolo originale era ‘’La Vie spirituelle, ascétique et mystique’’ (La vita spirituale, ascetica e mistica). Il periodico nacque  in un contesto di “riabilitazione della vita mistica, segnato anche dal lancio nel 1924 della Revue d'ascétique et de mystique da parte dei Gesuiti di Tolosa.
La Vie spirituelle propose  una riflessione sulla vita cristiana e sulla preghiera . La controparte aconfessionale di questa rivista era La Vie intellectuelle, fondata nel 1928 da Bernadot su richiesta di papa Pio XI e col sostegno di Jacques Maritain. Le sue pubblicazioni cessarono nel '56.
Alla fine della prima guerra mondiale, questi due giornali si prefissero l’obbiettivo di fornire  un riferimento cristiano per la ricostruzione della società, in modo tale da non cadere nelle due tentazioni del marxismo e del maurrassismo. La rivista svolse un ruolo importante nel mondo francofono per la divulgazione delle scoperte nell’ambito della patristica e negli studi biblici, discipline che erano in pieno sviluppo alla fine del XIX secolo.
La Vie spirituelle fu alla radice della creazione della casa editrice Éditions du Cerf. L’ultimo numero, l’811, fu dato alle stampe nel marzo 2014. Con questo titolo fu previsto il lancio di una nuova serie annuale di quaderni .
Il domenicano Albert-Marie Besnard ne assunse la direzione alla fine degli anni '60.